# 红点棕鲈
红点棕鲈，為輻鰭魚綱鱸形目鱸亞目棕鱸科的其中一種，分布於亞洲湄公河、薩爾溫江、伊洛瓦底江流域，為熱帶淡水魚類，體長可達5公分，棲息在森林覆蓋的溪流底中層水域，生活習性不明。主要生活在老挝、泰国。

## 擴展閱讀
維基物種上的相關：红点棕鲈